# Les Intrigantes
Les Intrigantes è un film del 1954 diretto da Henri Decoin.